# Kik Thole
Charles Henri Marie 'Kik' Thole (Bussum, 5 februari 1944) is een Nederlands voormalig hockeyspeler.
Thole begon op 12-jarige leeftijd met hockey, eerst bij Be Fair en later bij hockeyclub Laren. De spits speelde jaren in het eerste elftal van Laren. Met dit team werd hij 1969 landskampioen. Hij speelde 54 wedstrijden als international in het Nederlands elftal. Thole deed mee aan de Olympische Zomerspelen van 1968 in Mexico en die van 1972 in München.
Na zijn hockeycarrière werd Thole directeur van verzekeringsbedrijf Aon. Bij Laren was hij tweemaal voorzitter, eenmaal voor een periode van drie seizoenen in de jaren tachtig en de laatste maal van seizoen 1998 tot eind seizoen 2006. Bij zijn afscheid op 17 juni werd hij benoemd tot erevoorzitter van de Larensche Mixed Hockey Club en tot Ridder in de Orde van Oranje-Nassau.
Thole is of was lid van de gemeentelijke commissie erepenningen. Hij is tevens medeoprichter en Lid van Verdienste van de Nederlandse Vereniging Olympische Deelnemers.
Joost Boks · 
Aart Brederode · 
Edo Buma · 
Sebo Ebbens · 
John Elffers · 
Jan Piet Fokker · 
Otto ter Haar · 
Gerard Hijlkema · 
Arie de Keyzer · 
Ewald Kist · 
Tippy de Lanoy Meijer · 
Frans Spits · 
Heiko van Staveren · 
Theo Terlingen · 
Kik Thole · 
Theo van Vroonhoven · 
Piet Weemers ·
Coach: Piet Bromberg
André Bolhuis · 
Jan Willem Buij · 
Marinus Dijkerman · 
Thijs Kaanders · 
Coen Kranenberg · 
Ties Kruize · 
Wouter Leefers · 
Flip van Lidth de Jeude · 
Paul Litjens · 
Irving van Nes · 
Maarten Sikking · 
Frans Spits · 
Nico Spits · 
Bart Taminiau · 
Kik Thole · 
Piet Weemers · 
Jeroen Zweerts ·
Coach: Ab van Grimbergen